# Cóndor de Plata
De Cóndor de Plata (Nederlands: Zilveren Condor) is een Argentijnse filmprijs die jaarlijks wordt uitgereikt door de Asociación de Cronistas Cinematográficos de la Argentina (ACCA). De eerste uitreiking vond plaats in 1943. De prijs wordt uitgereikt aan producties van het voorgaande jaar.
Tot en met de uitreiking van 2005 werd de prijs beschouwd als het Argentijnse equivalent van de Academy Award (Verenigde Staten), maar sinds 2006 is deze rol overgenomen door de Premio Sur (uitgereikt door de Academia de las Artes y Ciencias Cinematográficas de la Argentina), en wordt de Cóndor de Plata beschouwd als het Argentijnse equivalent van de Golden Globe.

## Categorieën

### Huidige categorieën
De prijs wordt uitgereikt in meerdere categorieën. In onderstaand overzicht zijn de huidige prijzen te zien.
| Categorie                        | Officiële benaming                  | Uitgereikt |
| -------------------------------- | ----------------------------------- | ---------- |
| Beste film                       | Mejor película                      | Sinds 1943 |
| Beste regisseur                  | Mejor director                      | Sinds 1943 |
| Beste acteur                     | Mejor actor protagónico             | Sinds 1943 |
| Beste actrice                    | Mejor actriz protagónica            | Sinds 1943 |
| Beste mannelijke bijrol          | Mejor actor de reparto              | Sinds 1944 |
| Beste vrouwelijke bijrol         | Mejor actriz de reparto             | Sinds 1944 |
| Beste serie en/of televisiefilm  | Mejor serie y/o telefilme           | Sinds 2016 |
| Beste korte film                 | Mejor cortometraje                  | Sinds 2005 |
| Beste documentaire               | Mejor documental                    | Sinds 2002 |
| Beste artdirector                | Mejor dirección de arte             | Sinds 1993 |
| Beste camerawerk                 | Mejor fotografía                    | Sinds 1944 |
| Beste origineel scenario         | Mejor guion original                | Sinds 1943 |
| Beste bewerkt scenario           | Mejor guion adaptado                | Sinds 1943 |
| Beste make-up en karakterisering | Mejor maquillaje y caracterización  | Sinds 2016 |
| Beste montage                    | Mejor montaje                       | Sinds 1982 |
| Beste filmmuziek                 | Mejor música original               | Sinds 1993 |
| Beste nummer in een film         | Mejor canción para película         | Sinds 2019 |
| Beste debuut                     | Mejor ópera prima                   | Sinds 1963 |
| Beste niet-Spaanstalige film     | Mejor película en lengua extranjera | Sinds 2005 |
| Beste Ibero-Amerikaanse film     | Mejor película iberoamericana       | Sinds 2005 |
| Beste debuterend acteur          | Revelación masculina                | Sinds 1997 |
| Beste debuterend actrice         | Revelación femenina                 | Sinds 1997 |
| Beste geluid                     | Mejor sonido                        | Sinds 2003 |
| Beste kostuums                   | Mejor vestuario                     | Sinds 2005 |

### Voormalige categorieën
In de volgende lijst staan enkele prijzen die in eerdere edities zijn uitgereikt en die zijn stopgezet.
- Beste korte animatiefilm: uitgereikt in 2005.
- Beste enscenering: voor het laatst uitgereikt in 1999.
- Beste scenario documentaire: uitgereikt tussen 2005 en 2009.
- Artistieke innovatie: uitgereikt tussen 2009 en 2012.
- Beste animatiefilm: uitgereikt in de jaren 2001, 2003, 2005, 2007 en 2008.
- Beste buitenlandse film: uitgereikt tot 2005, waarna de prijs werd verdeeld in de huidige categorieën (Beste Ibero-Amerikaanse film en Beste niet-Spaanstalige film).
- Beste videofilm: Uitgereikt tussen 2000 en 2008.

## Winnaars en genomineerden van deCóndor de Platavoor beste film
In het onderstaande overzicht zijn de winnaars en genomineerden weergegeven van de Cóndor de Plata voor beste film sinds 2010 (58ste editie).
| Jaar          | Film                                 | Regisseur                         |
| ------------- | ------------------------------------ | --------------------------------- |
| 2010 (58ste)  | El secreto de sus ojos               | Juan José Campanella              |
| 2010 (58ste)  | El artista                           | Mariano Cohn en Gastón Duprat     |
| 2010 (58ste)  | La sangre brota                      | Pablo Fendrik                     |
| 2010 (58ste)  | Las viudas de los jueves             | Marcelo Piñeyro                   |
| 2010 (58ste)  | Una semana solos                     | Celina Murga                      |
| 2011 (59ste)  | Carancho                             | Pablo Trapero                     |
| 2011 (59ste)  | El hombre de al lado                 | Mariano Cohn en Gastón Duprat     |
| 2011 (59ste)  | El mural                             | Héctor Olivera                    |
| 2011 (59ste)  | La mirada invisible                  | Diego Lerman                      |
| 2011 (59ste)  | Por tu culpa                         | Anahí Berneri                     |
| 2012 (60ste)  | Las acacias                          | Pablo Giorgelli                   |
| 2012 (60ste)  | Aballay, el hombre sin miedo         | Fernando Spiner                   |
| 2012 (60ste)  | El estudiante                        | Santiago Mitre                    |
| 2012 (60ste)  | El gato desaparece                   | Carlos Sorín                      |
| 2012 (60ste)  | Los labios                           | Santiago Loza en Iván Fund        |
| 2013 (61ste)  | Infancia clandestina                 | Benjamín Ávila                    |
| 2013 (61ste)  | Días de pesca                        | Carlos Sorín                      |
| 2013 (61ste)  | El amigo alemán                      | Jeanine Meerapfel                 |
| 2013 (61ste)  | El último Elvis                      | Armando Bo                        |
| 2013 (61ste)  | Elefante blanco                      | Pablo Trapero                     |
| 2014 (62ste)  | Wakolda                              | Lucía Puenzo                      |
| 2014 (62ste)  | Corazón de León                      | Marcos Carnevale                  |
| 2014 (62ste)  | La reconstrucción                    | Juan Taratuto                     |
| 2014 (62ste)  | Metegol                              | Juan José Campanella              |
| 2014 (62ste)  | Tesis sobre un homicidio             | Hernán Goldfrid                   |
| 2015 (63ste)  | Refugiado                            | Diego Lerman                      |
| 2015 (63ste)  | Jauja                                | Lisandro Alonso                   |
| 2015 (63ste)  | La Paz                               | Santiago Loza                     |
| 2015 (63ste)  | La tercera orilla                    | Celina Murga                      |
| 2015 (63ste)  | Relatos salvajes                     | Damián Szifron                    |
| 2016 (64ste)  | El patrón: radiografía de un crimen  | Sebastián Schindel                |
| 2016 (64ste)  | El Clan                              | Pablo Trapero                     |
| 2016 (64ste)  | Eva no duerme                        | Pablo Agüero                      |
| 2016 (64ste)  | La patota                            | Santiago Mitre                    |
| 2016 (64ste)  | Mi amiga del parque                  | Ana Katz                          |
| 2017 (65ste)  | La luz incidente                     | Ariel Rotter                      |
| 2017 (65ste)  | El ciudadano ilustre                 | Mariano Cohn en Gastón Duprat     |
| 2017 (65ste)  | Gilda, no me arrepiento de este amor | Lorena Muñoz                      |
| 2017 (65ste)  | La larga noche de Francisco Sanctis  | Francisco Márquez en Andrea Testa |
| 2017 (65ste)  | Lulú                                 | Luis Ortega                       |
| 2018 (66ste)  | Zama                                 | Lucrecia Martel                   |
| 2018 (66ste)  | Alanis                               | Anahí Berneri                     |
| 2018 (66ste)  | El otro hermano                      | Israel Adrián Caetano             |
| 2018 (66ste)  | Nadie nos mira                       | Julia Solomonoff                  |
| 2018 (66ste)  | Una especie de familia               | Diego Lerman                      |
| 2019 (67ste)  | El Ángel                             | Luis Ortega                       |
| 2019 (67ste)  | Joel                                 | Carlos Sorín                      |
| 2019 (67ste)  | La Flor                              | Mariano Llinás                    |
| 2019 (67ste)  | La reina del miedo                   | Valeria Bertuccelli               |
| 2019 (67ste)  | Rojo                                 | Benjamín Naishtat                 |
| 2021* (68ste) | Los sonámbulos                       | Paula Hernández                   |
| 2021* (68ste) | Breve historia del planeta verde     | Santiago Loza                     |
| 2021* (68ste) | El cuidado de los otros              | Mariano González                  |
| 2021* (68ste) | La afinadora de árboles              | Natalia Smirnoff                  |
| 2021* (68ste) | Las buenas intenciones               | Ana García Blaya                  |
| 2021* (68ste) | Muere, monstruo, muere               | Alejandro Fadel                   |
| 2021 (69ste)  | Las siamesas                         | Paula Hernández                   |
| 2021 (69ste)  | Crímenes de familia                  | Sebastián Schindel                |
| 2021 (69ste)  | La chancha                           | Franco Verdoia                    |
| 2021 (69ste)  | Las mil y una                        | Clarisa Navas                     |
| 2021 (69ste)  | Planta permanente                    | Ezequiel Radusky                  |
| 2022 (70ste)  | El perro que no calla                | Ana Katz                          |
| 2022 (70ste)  | El apego                             | Valentín Javier Diment            |
| 2022 (70ste)  | Un crimen común                      | Francisco Márquez                 |
| 2022 (70ste)  | Implosión                            | Javier Van de Couter              |
| 2022 (70ste)  | Karnawal                             | Juan Pablo Félix                  |
| 2022 (70ste)  | El prófugo                           | Natalia Meta                      |

* Vanwege de COVID19 pandemie, werden de Condors de Plata over het jaar 2019 pas in 2021 uitgereikt